# Bug (opera teatrale)
Bug è un'opera teatrale di Tracy Letts, debuttata a Londra nel 1996. Il dramma affronta una serie di situazioni psicologicamente complesse, tra cui la parassitosi allucinatoria, il disturbo psicotico condiviso, la sindrome della guerra del Golfo e la sindrome di Morgellons.

## Trama
Agnes è una cameriera in un bar gay che vive in un motel per nascondersi dal violento ex marito appena uscito di prigione. Una sera un'amica le presenta il timido Peter, un giovane veterano che fa sentire Agnes a sicura dall'ex marito. Peter e Agnes stanno molto tempo insieme e l'ex marine finisce per contagiarla con la sua paranoia, manie di persecuzione, terrore di essere sorvegliato dal governo e di vivere in una stanza infestata da scarafaggi immaginari. I due vivono un disturbo psicotico condiviso che li porta all'autolesionismo.

## Adattamenti
Nel 2006 il regista William Friedkin ha diretto il film Bug - La paranoia è contagiosa, adattamento cinematografico del dramma.